# حجر بلارني

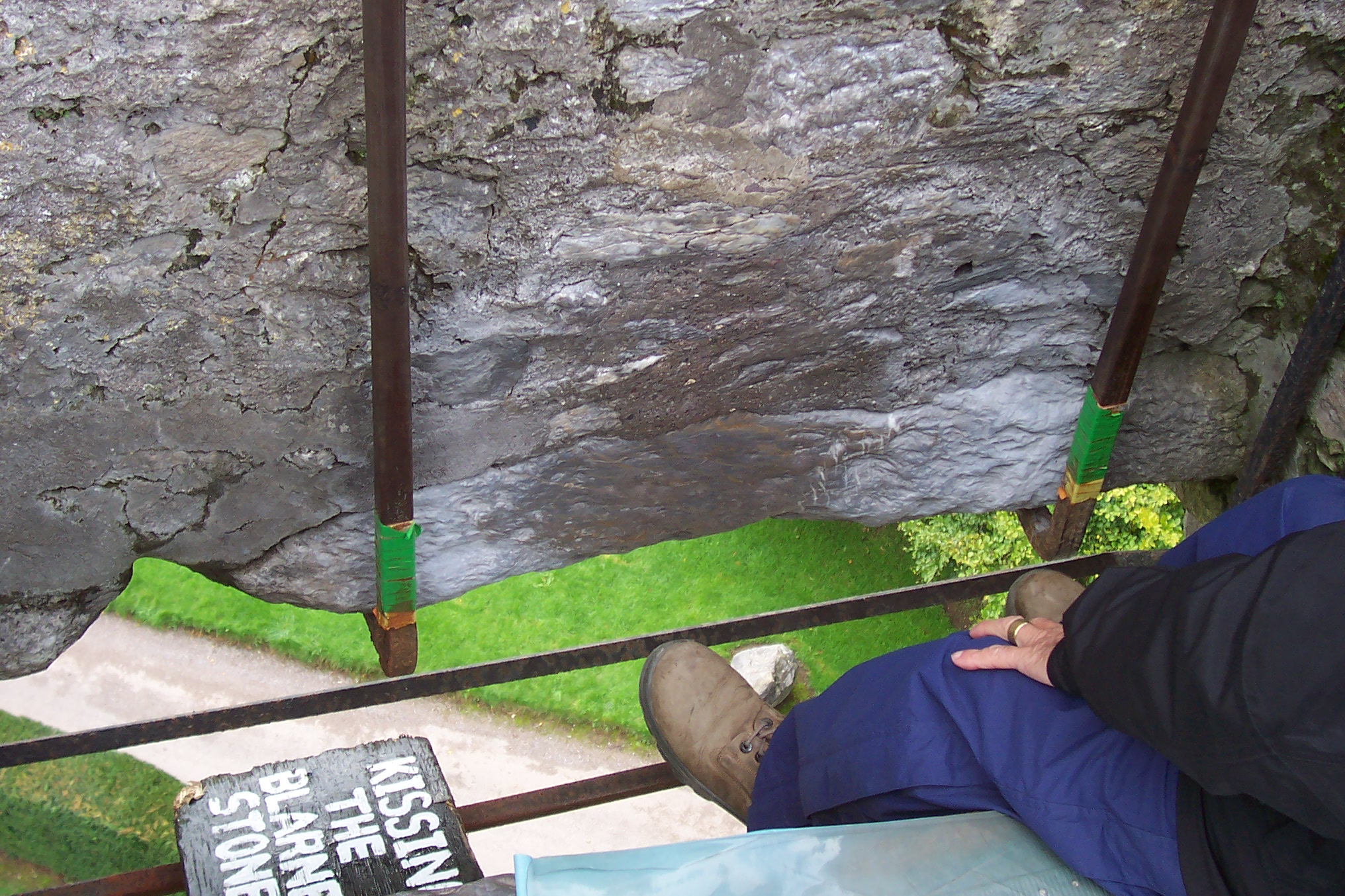
حجر بلارني

حجر بلارني (بالإنجليزية: Blarney Stone)‏، كتلة من الحجر الجيري في قلعة بلارني في بلارني بالقرب من كورك في أيرلندا. وحسب الأساطير التي يتناقلها أهل أيرلندا، فإن من يُقَبِّل الحجر يمتلك القدرة على الحديث المعبر المقنع.
وضع الحجر في برج القلعة سنة 1446. ربما تكون الأسطورة قد بدأت بعد أن عملت امرأة عجوز سحرًا لتكافئ ملكًا أنقذ حياتها من الغرق. فإذا قَبَّل الملك الحجر، وهو تحت تأثير هذا السحر، فإنه سيكتسب القدرة على الحديث العذب المقنع.

## روابط خارجية
- Official Website (Blarney Castle)
- Photos and Description